# Beelzebul

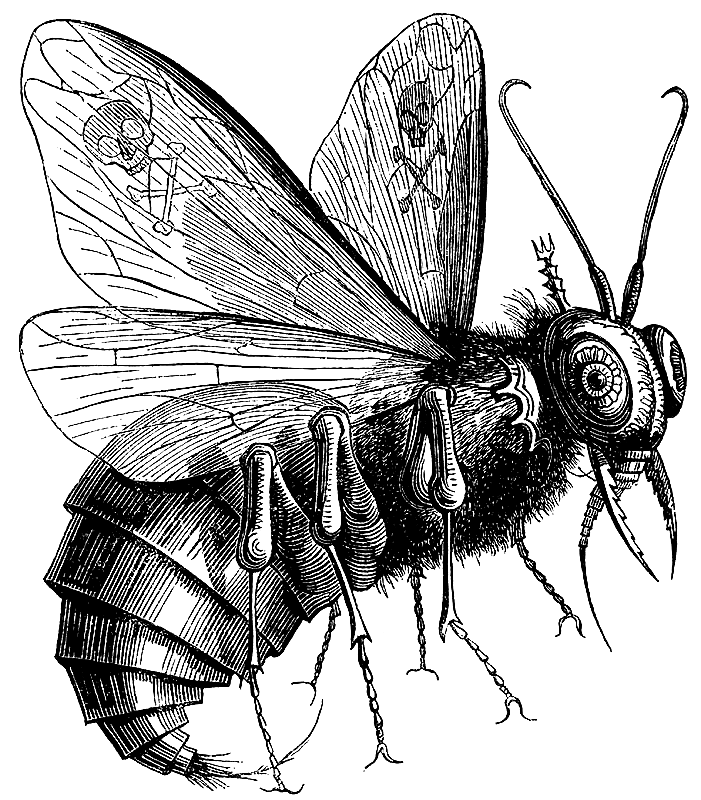
Beelzebub aşa cum este prezentat în carte lui Collin de Plancy - Dictionnaire Infernal (Paris, 1863).

Beelzebub este numele unuia din cei șapte prinți ai iadului, un nume derivat din Ba‘al Zebûb, Ba‘al Zəbûb sau Ba‘al Zəvûv (în ebraică בעל זבוב, în greacă βεελζεβούβ, adică „Stăpânul muștelor"), cu numeroase variante, care a fost o zeitate semită venerată în orașul filistean Ekron.
Belzebut este cunoscut și ca Baalzebub, Enlil, Bel, „Pir Bub”* Baal Zebul și Beelzebuth. De asemenea, mai este cunoscut și ca demonul goetic „BAEL”
zeul mesopotamian Enlil. Enlil a fost originalul „Bel”, care mai târziu a evoluat în „Baal”. „Baal” înseamnă „domn”, „stăpân”, „prințul Baal”. Belzebut/Enlil a fost un zeu foarte bine cunoscut și popular, având și orașe numite după el în tot Estul Mijlociu, cu prefixul „Baal”.

## Biblie
Referințe la Baal-Zebub apar și în Biblie, în Cartea a patra a Regilor 1: 1-3
„După moartea lui Ahab, Moabul s-a răzvrătit împotriva lui Israel. Iar Ohozia, căzând printre gratiile foișorului său cel din Samaria, s-a îmbolnăvit și a trimis soli și le-a zis: „Duceți-vă și întrebați pe Baal-Zebub, dumnezeul Ecronului: Mă voi însănătoși eu oare din boala aceasta?” și aceștia s-au dus să întrebe. Atunci îngerul Domnului a zis către Ilie Tesviteanul: Scoală și ieși înaintea trimișilor regelui Samariei și le spune: Au doară în Israel nu este Dumnezeu, de vă duceți să întrebați pe Baal-Zebub, dumnezeul Ecronului?”— Cartea a patra a Regilor
Belzebut este, de asemenea, identificat în Noul Testament cu Satan, „prințul demonilor”.